# Віркі (Нижньосілезьке воєводство)
Віркі (пол. Wirki) — село в Польщі, у гміні Марциновиці Свідницького повіту Нижньосілезького воєводства.
Населення — 307 осіб (2011).
У 1975-1998 роках село належало до Валбжиського воєводства.

## Демографія
Демографічна структура станом на 31 березня 2011 року:
|          | Загалом | Допрацездатний вік | Працездатний вік | Постпрацездатний вік |
| -------- | ------- | ------------------ | ---------------- | -------------------- |
| Чоловіки | 150     | 27                 | 113              | 10                   |
| Жінки    | 157     | 30                 | 88               | 39                   |
| Разом    | 307     | 57                 | 201              | 49                   |